# Stefan (Privalov)
Stefan (světským jménem: Sergej Vladimirovič Privalov; * 2. listopadu 1961, Brjansk) je ruský duchovní Ruské pravoslavné církve a biskup alexandrovský a jurjevpolský.

## Život
Narodil se 2. listopadu 1961 v Brjansku.
Po dokončení střední školy č. 54 v rodném městě nastoupil na Žytomyrské vyšší vojenské učiliště radioelektroniky. Poté pracoval v protivzdušná obraně. Od roku 1991 studoval na Vojenské akademii Petra Velikého ve městěBalašicha, kde se po studiu stal vedoucím laboratoře. Během této funkce studoval teologii na Pravoslavné humanitní univerzitě svatého Tichona. V srpnu 2001 byl demobilizován.
Od 1. září 2001 byl pracovníkem Synodního oddělení pro spolupráci s vojenskými silami a 4. listopadu ho biskup orechovo-zujevský Alexij (Frolov) rukopoložil na jerodiákona. Kněžské svěcení přijal 16. dubna 2004 z rukou arcibiskupa istrijského Arsenije (Jepifanova), poté sloužil v chrámu svatého Mikuláše v Zajaickém (Moskva).
V květnu 2005 byl jmenován vedoucím organizačního a mobilizačního sektoru a v listopadu 2009 vedoucím sektoru kosmických vojsk synodního oddělení pro spolupráci s vojenskými silami. Dne 9. května 2010 byl povýšen na protojereje.
Dne 27. listopadu 2011 byl ustanoven zástupcem předsedy synodního oddělení pro spolupráci s vojenskými silami a 12. března 2013 předsedou oddělení.
Dne 4. dubna 2019 jej Svatý synod zvolil biskupem klinským a vikářem patriarchy moskevského a celé Rusi. O pět dní později byl postřižen na monacha se jménem Stefan. Dne 11. dubna byl povýšen na archimandritu. Biskupská chirotonie proběhla 20. dubna v chrámu Krista Spasitele v Moskvě. Hlavním světitelem byl patriarcha moskevský a celé Rusi Kirill.
Dne 7. května 2019 byl jmenován představeným chrámu Kristova vzkříšení. Tuto funkci zastával do 14. června 2020.
Dne 24. září 2021 byl ustanoven biskupem kovrovským a vikářem vladimirské eparchie. Dne 20. března 2025 byl převeden do funkce biskupa alexandrovského a jurjevpolského.